# 乗法定理
数学におけるガンマ函数関連の特殊函数の乗法定理（じょうほうていり、英: multiplication theorem）は、それぞれの函数が持つある種の恒等式を言う。特にガンマ函数の場合、明示的に値の積に関する等式が与えられるのでこの名がある。これら様々な関係式の根底には同じ原理が横たわっている。つまり一つの特殊函数に対する関係式は他の特殊函数の関係式から導き出すことがでるということであり、またそれは単に同じ等式の別の顔が現れたものと言うことである。

## 有限標数の場合
この乗法定理は大きく二つに分けられ、そのひとつは有限項の和または積によって関係式が与えられる。いまひとつは、無限項の和または積に関するものである。この有限型の関係式は、典型的にはガンマ函数とその関連の函数に対してのみ生じる、有限体上の p-進関係式から従う等式である。例えばガンマ函数の乗法定理は虚数乗法論からくるチョウラ–セルバーグの公式から従う。無限型の関係式はもっと広く知られる超幾何級数に関する標数零の関係式から生じる。
以下、正標数の場合の乗法公式を挙げ、さらにその下に標数 0 の場合を挙げる。また、以下では n, k は非負整数とする。n = 2 のとき、しばしば倍元公式あるいは倍数公式 (duplication formula) とも呼ばれる。

## ガンマ函数・ルジャンドル函数
倍数公式および乗法定理はガンマ函数に対するものが原型的な例である。ガンマ函数の倍数公式は {\displaystyle \Gamma (z)\cdot \Gamma \!\!\left(z+{\frac {1}{2}}\right)=2^{1-2z}{\sqrt {\pi }}\;\Gamma (2z)} で与えられ、アドリアン゠マリ・ルジャンドルに因んでルジャンドル倍数公式やルジャンドル関係式と呼ばれる。一般の乗法定理は、自然数 k ≥ 1 に対して {\displaystyle \Gamma (z)\,\Gamma \!\!\left(z+{\frac {1}{k}}\right)\Gamma \!\!\left(z+{\frac {2}{k}}\right)\dotsb \Gamma \!\!\left(z+{\frac {k-1}{k}}\right)=(2\pi )^{\frac {k-1}{2}}k^{1/2-kz}\Gamma (kz)} で与えられ、カール・フリードリヒ・ガウスに因んでガウスの乗法公式と呼ばれる。ガンマ函数に対するこの乗法定理は、チョウラ–セルバーグの公式の自明指標に対する特別の場合として理解することができる。

## ポリガンマ函数・調和数
ポリガンマ函数はガンマ函数の対数微分であり、したがって乗法定理も乗法的でなく加法的に書かれることになる。
m > 1 に対して {\displaystyle k^{m}\psi ^{(m-1)}(kz)=\sum _{n=0}^{k-1}\psi ^{(m-1)}(z+n/k)} および m = 1 のとき、つまりディガンマ函数に対して {\displaystyle k[\psi (kz)-\log(k)]=\sum _{n=0}^{k-1}\psi (z+n/k)} で与えられる。
このポリガンマの等式は調和数の乗法定理を得るのに用いることができる。

## フルヴィッツゼータ函数
フルヴィッツゼータ函数はポリガンマ函数を非整数階に一般化するものであるから、したがってポリガンマと同様の乗法定理 {\displaystyle k^{s}\zeta (s)=\sum _{n=1}^{k}\zeta (s,n/k)} を満足する（ζ(s) はリーマンゼータ函数）。これは {\displaystyle k^{s}\zeta (s,kz)=\sum _{n=0}^{k-1}\zeta (s,z+n/k)} および {\displaystyle \zeta (s,kz)=\sum _{n=0}^{\infty }{s+n-1 \choose n}(1-k)^{n}z^{n}\zeta (s+n,z)} の特別の場合になっている。
非主指標に対する乗法公式はディリクレL函数の形で与えることができる。

## 周期ゼータ函数
周期ゼータ函数 (periodic zeta function) は {\displaystyle F(s;q)=\sum _{m=1}^{\infty }{\frac {e^{2\pi imq}}{m^{s}}}=\operatorname {Li} _{s}(e^{2\pi iq})} と定義される。ここに Lis(z) はポリ対数函数である。倍数公式は {\displaystyle 2^{-s}F(s;q)=F\!\!\left(s,{\frac {q}{2}}\right)+F\!\!\left(s,{\frac {q+1}{2}}\right)} で与えられる。要するにこれはベルヌイ作用素の固有値 2−s に属する固有ベクトルである。乗法定理は {\displaystyle k^{-s}F(s;kq)=\sum _{n=0}^{k-1}F(s,q+n/k)} と書ける。
周期ゼータ函数はフルヴィッツゼータ函数の反射公式において生じ、そのような理由から、この函数が従う関係式とフルビッツゼータの関係式は s → −s と置きかえる分だけの違いである。
ベルヌイ多項式は周期ゼータ函数の s を整数に近づける極限として得られるから、ベルヌイ多項式の乗法定理も上記の関係式から導くことができる。同様に q = log z と置けば、ポリ対数函数に対する乗法定理から導ける。

## ポリ対数函数
ポリ対数函数の倍数公式は {\displaystyle 2^{1-s}\operatorname {Li} _{s}(z^{2})=\operatorname {Li} _{s}(z)+\operatorname {Li} _{s}(-z)} の形になる。一般の乗法公式はガウス和あるいは離散フーリエ変換の形で {\displaystyle k^{1-s}\operatorname {Li} _{s}(z^{k})=\sum _{n=0}^{k-1}\operatorname {Li} _{s}(ze^{i2\pi n/k})} と与えられる。
これらの等式は周期ゼータ函数に対する等式から z = log q と置くことで得られる。

## クンマーの函数
クンマーの函数の倍数公式は {\displaystyle 2^{1-n}\Lambda _{n}(-z^{2})=\Lambda _{n}(z)+\Lambda _{n}(-z)} である。これはポリ対数函数に対するものとよく似ているが、i だけひねられている。

## ベルヌイ多項式
ベルヌイ多項式に対する乗法定理はヨーゼフ・ルートヴィヒ・ラーベが1851年に与えた。{\displaystyle k^{1-m}B_{m}(kx)=\sum _{n=0}^{k-1}B_{m}(x+n/k)} および、オイラー多項式に対して {\displaystyle k^{-m}E_{m}(kx)=\sum _{n=0}^{k-1}(-1)^{n}E_{m}(x+n/k)\quad (k=1,3,\dotsc )} または {\displaystyle k^{-m}E_{m}(kx)={\frac {-2}{m+1}}\sum _{n=0}^{k-1}(-1)^{n}B_{m+1}(x+n/k)\quad (k=2,4,\dotsc )} となる。
ベルヌイ多項式はフルヴィッツゼータ函数の特別の場合として得られるから、これら等式もそれに関する等式から従う。

## ベルヌイ写像
ベルヌイ写像は、コイントスの無限鎖（カントール集合）上のシフト作用素の効果を記述する、散逸力学系のある種単純なモデルである。ベルヌイ写像はパイこね変換に近い関連のある片側版である。ベルヌイ写像を k 個の記号の無限鎖上に作用する k-進版に一般化したものをベルヌイスキームと言う。ベルヌイスキーム上のシフト作用素に対応する転送作用素 {\textstyle {\mathcal {L}}_{k}} は {\displaystyle [{\mathcal {L}}_{k}f](x)={\frac {1}{k}}\sum _{n=0}^{k-1}f((x+n)/k)} で定義される。
ある意味当然のこととして、この作用素の固有ベクトルはベルヌイ多項式で与えられる。式で書けば {\displaystyle {\mathcal {L}}_{k}B_{m}={\frac {1}{k^{m}}}B_{m}} である。固有値 k−m < 1 であることが、これが散逸系であるという事実を示している。非散逸測度保存力学系に対しては転送作用素の固有値は単位円上にある。
任意の完全乗法的函数からこの乗法定理を満足する函数を構成することができる。f(n) を完全乗法的、すなわち任意の整数 m, n に対して f(mn) = f(m)f(n) とするとき、そのフーリエ級数を {\displaystyle g(x)=\sum _{n=1}^{\infty }f(n)\exp(2\pi inx)} と定める。右辺の和は収束するものと仮定すれば g(x) は存在し、それ乗法定理 {\displaystyle {\frac {1}{k}}\sum _{n=0}^{k-1}g((x+n)/k)=f(k)g(x)} に従う。つまり、g(x) はベルヌイ転送作用素の固有値 f(k) に属する固有函数である。ベルヌイ多項式に対する乗法定理は、乗法的函数を {\displaystyle f(n)=n^{-s}} と取ったときの特別の場合である。

## 標数零の場合
標数 0の体上の乗法定理は、有限項の和では閉じておらず、無限級数で表されることが必要となる。例えば、ベッセル函数 {\textstyle J_{\nu }(z)} に対して {\displaystyle \lambda ^{-\nu }J_{\nu }(\lambda z)=\sum _{n=0}^{\infty }{\frac {1}{n!}}\left({\frac {(1-\lambda ^{2})z}{2}}\right)^{n}J_{\nu +n}(z)} と書ける。ここに λ, ν は勝手な複素数にとれる。
このような標数 0 の等式は、一般には超幾何級数の満足する無数の恒等式の一つから得られる。

## 注
1. ↑  Weisstein, Eric W. "Legendre Duplication Formula". mathworld.wolfram.com (英語).
2. ↑  Apostol, Introduction to analytic number theory, Springer